# Дов Фейгін
Дов Фейгін (івр. דב פייגין; нар. 1907, Луганське — пом. 22 вересня 2000, Єрусалим) — ізраїльський скульптор.

## Біографія

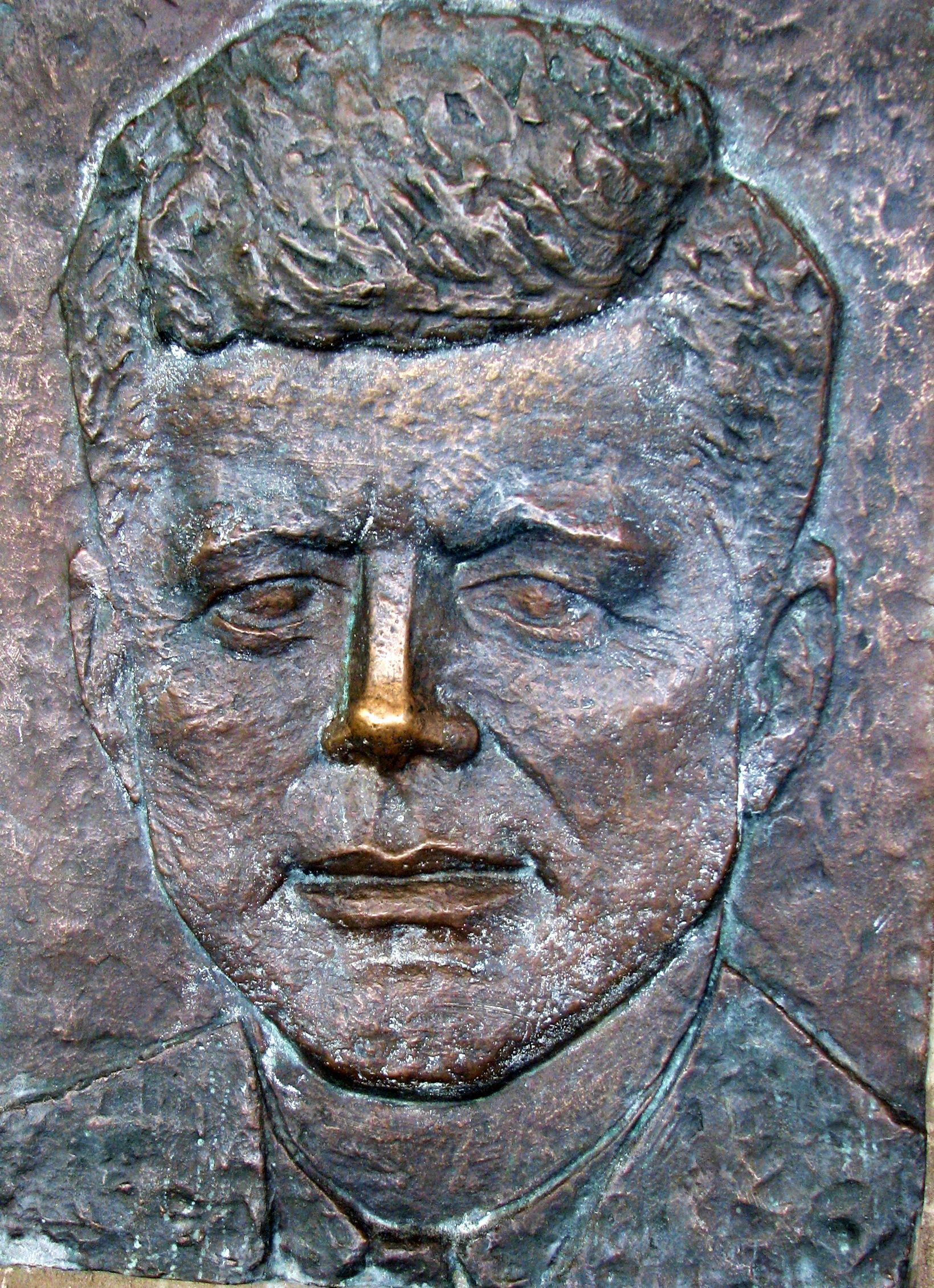
Бронзовий рельєф в Яд Кеннеді

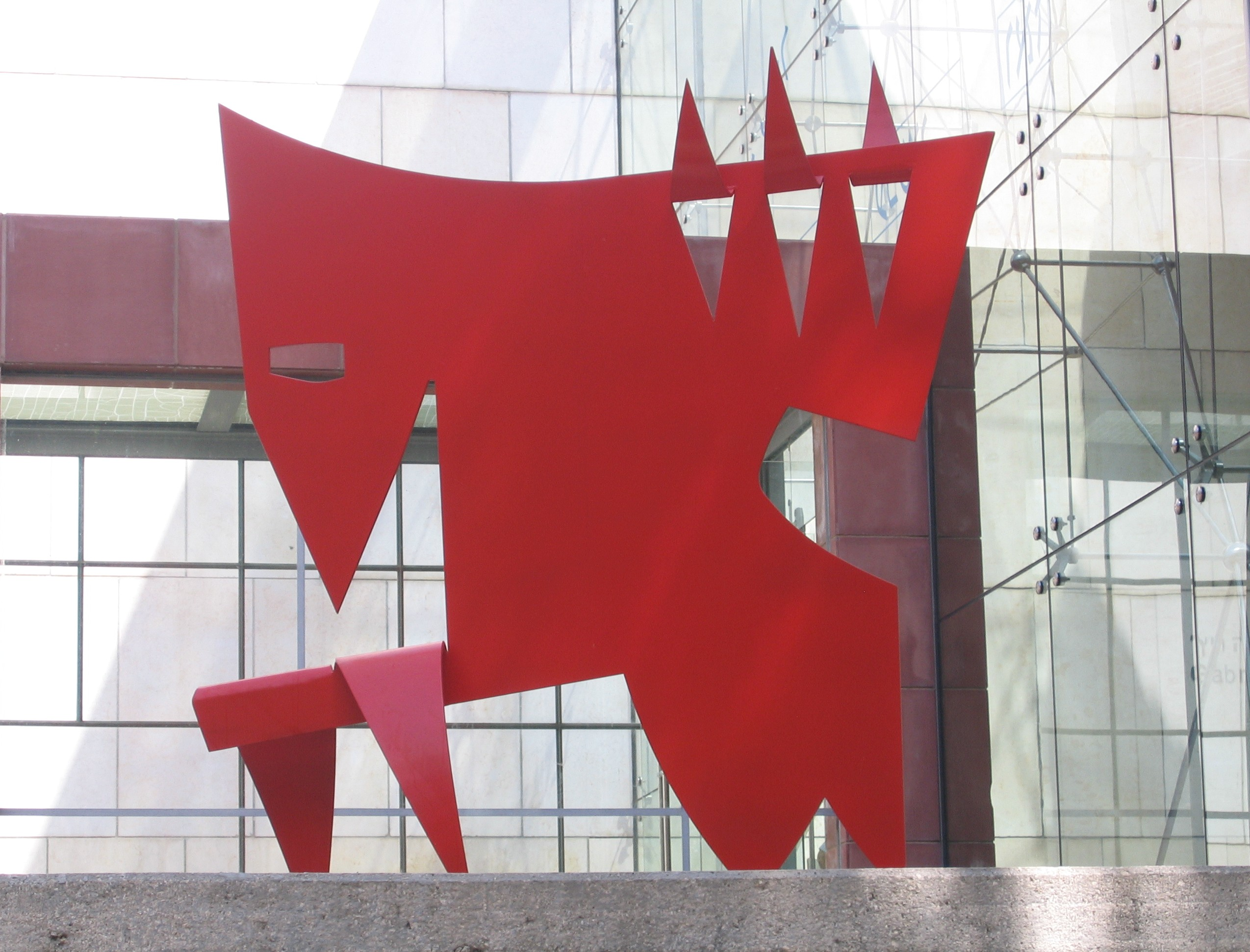
Тварина (1958/2006), Художній музей Тель-Авіва, Ізраїль

Дов Фейгін народився в 1907 році в Луганському (нині — Луганськ, Україна),, який тоді був у складі Російської імперії. Його батько був кравцем. Фейгін відвідував державну українську школу, а також школу Талмуд-тора. У 1920 році сім'я Фейгіна переїхала до Гомеля, де він став членом соціалістично-сіоністського руху Га-Шомер га-Цаїр. У 1924 році був заарештований і ув'язнений на три роки. У 1927 році, після звільнення, він емігрував до підмандатної Палестини і був одним із засновників кібуцу Афікім.
У 1933 році Фейгіна прийняли до École nationale supérieure des arts décoratifs у Парижі, Франція, де він навчався на скульптора. Його роботи того періоду були переважно традиційними статуями з каменю. У 1937 році Фейгін повернувся до Тель-Авіва.
У 1948 році він приєднався до художньої групи «Офакім Хадасім» (з івриту «Нові горизонти»), заснованої на початку того ж року Йозефом Зарізьким. Група була сильно натхненна європейським сучасним мистецтвом.

## Мистецька кар'єра
У 1956 році під впливом цієї групи робота Фейгінса перетворилася на більш абстрактну. Він почав використовувати метал (залізо) для виготовлення своїх скульптур. Як і багатьох художників «Нових горизонтів» (наприклад, Іцхака Данцігера), на його роботи вплинув ізраїльський ханаанійський рух. Такі роботи, як «Птах» і «Аломот» 1956 року або «Сходи» 1957 року представляють лінійну абстрактну структуру.
У 1948 і 1962 роках він брав участь у Венеційській бієнале.
У 1966 році він розробив рельєф всередині Яд Кеннеді, меморіалу Джона Кеннеді в Єрусалимі.
Одна з його найвідоміших скульптур, Тварина, (1958 року, реставрована у 2006 році) зараз розміщена в Саду скульптур Лоли Беер Ебнер Музею мистецтв Тель-Авіва.

## Нагороди
- У 1946 році Фейгін став одним із лауреатів Премії Дізенгоффа[7].
- Лауреат премії Сендберга